# Regió de Kindia
Kindia és una regió administrativa de Guinea amb prop de 8.873 km² i una població de 928.312 habitants. Es troba a l'oest de Guinea i confronta amb Sierra Leone i les regions de Conakry, Mamou, Boké i Labé.
La capital és la ciutat del mateix nom, Kindia, amb 181.126 habitants (cens del 2008).
Administrativament, se subdivideix en cinc prefectures: Coyah, Dubréka, Forécariah, Kindia i Télimélé.